# Trine Pallesen

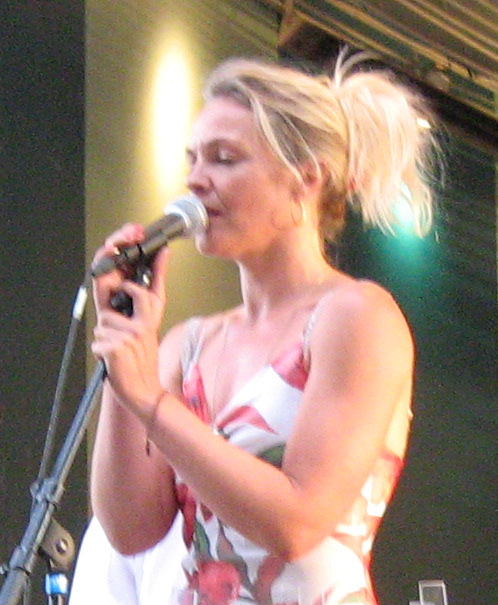
Trine Pallesen

Trine Pallesen (* 19. Juni 1969) ist eine dänische Theater- und Filmschauspielerin.

## Leben
Trine Pallesen ist Tochter der Schauspieler Kirsten Peüliche und Per Pallesen. Sie hatte bereits Anfang der 1980er Jahre ihre ersten TV-Rollen und studierte dann Schauspielerei am Aarhus Teater. Ab 2000 war sie in der Serie Unit One – Die Spezialisten als Büroassistentin Gaby zu sehen. In Kommissarin Lund spielte sie 2012 Karen Nebel. Für ihre Nebenrolle im Drama Key House Mirror wurde sie 2016 mit einem Bodil als Beste Nebendarstellerin geehrt.

## Filmografie (Auswahl)
- 1986: Ballerup Boulevard
- 1995: Pakten
- 1997: Das Paradies ist nirgendwo (Et hjørne af paradis)
- 2000–2004: Unit One – Die Spezialisten (Rejseholdet, Fernsehserie, 32 Folgen)
- 2002: Tinke – Kleines starkes Mädchen (Ulvepigen Tinke)
- 2007: Der verlorene Schatz der Tempelritter II (Tempelriddernes skat II)
- 2008: Grisen (Kurzfilm)
- 2009: 2900 Happiness (Fernsehserie, 14 Folgen)
- 2012: Kommissarin Lund – Das Verbrechen (Forbrydelsen, Fernsehserie, 10 Folgen)
- 2013: Spies & Glistrup
- 2015: Key House Mirror (Nøgle hus spejl)
- 2018: Verachtung (Journal 64)
- 2018: Wonderful Copenhagen
- 2019: Kidnapping (DNA, Fernsehserie, 8 Folgen)